# Семенчиха (Нижегородская область)
 Семенчиха — деревня в Ветлужском районе Нижегородской области. Входит в состав сельского поселения Туранский сельсовет.

## География
Деревня находится в северо-восточной части Нижегородской области на расстоянии приблизительно 26 км по прямой на запад-северо-запад от районного центра города Ветлуга.

## Население
Постоянное население составляло 43 человека (русские 98 %) в 2002 году, 35 в 2010.